# Dizionario (Apple)
Dizionario è un'applicazione per il sistema operativo macOS sviluppata da Apple che consente l'accesso alle voci di dizionario, sinonimi e contrari dei dizionari New Oxford American Dictionary e Oxford American Thesaurus; la versione italiana si basa sul dizionario Devoto-Oli. Dictionary è presente su macOS a partire dalla versione 10.4, denominata "Tiger". 

## Funzionalità
Il vocabolario e il dizionario dei sinonimi e contrari di Dizionario sono archiviati nel formato XML, ma il fatto che il software utilizzi un indice delle voci precompilato in un file binario esclude la possibilità di ampliare il numero di voci archiviate.
L'applicazione utilizza una nuova interfaccia grafica, una variazione del tema Aqua.
Inoltre, diversamente dal normale comportamento delle applicazioni Macintosh in cui l'applicazione stessa viene scaricata dalla memoria quando la sua ultima finestra viene chiusa, Dizionario rimane residente in memoria.
Apple ha inoltre incluso un widget per l'accesso al dizionario tramite Dashboard.
L'applicazione è accessibile anche tramite un servizio richiamabile dal sotto-menu Servizi del menu applicazioni, da menu contestuale o tramite scorciatoia da tastiera. Con questi comandi, la parola selezionata, o quella che si trova sotto il cursore del mouse, viene usata come chiave di ricerca.
È possibile visualizzare l'output nella finestra del programma o in una finestrella fluttuante.
In Mac OS X 10.5 Leopard sono stati inclusi nuovi dizionari:
- Apple contenente le definizioni di termini informatici usati da Apple, disponibile in più lingue.
- Japanese dizionario in lingua giapponese
- Japanese Synonyms dizionario giapponese dei sinonimi
- Japanese dizionario con la traduzione dei termini dal giapponese all'inglese
- Wikipedia permette di cercare le definizioni direttamente su una o più lingue di Wikipedia.

Negli Apple Developer Tools è disponibile uno strumento per creare nuovi dizionari.